# Parafia Niepokalanego Serca Maryi w Barcianach
Parafia Niepokalanego Serca Maryi w Barcianach – rzymskokatolicka parafia w Barcianach, należąca do archidiecezji warmińskiej i dekanatu Kętrzyn. Została utworzona w XIV wieku; zniesiona w czasie reformacji; erygowana ponownie w 1962. Mieści się przy ulicy Mickiewicza.